# Franciszek Ksawery Stadnicki
Franciszek Ksawery Stadnicki herbu Szreniawa bez Krzyża (ur. ?, zm. przed 27 grudnia 1775) – chorąży kamieniecki w latach 1766–1775, chorąży latyczowski w latach 1765–1766, chorąży czerwonogrodzki w latach 1754–1765, podczaszy kamieniecki w 1754 roku, podstoli latyczowski w latach 1750–1754, rotmistrz królewski w 1750 roku, poseł na sejmy, pułkownik chorągwi pancernej w Pułku Hetmana Wielkiego Koronnego w 1760 roku. 
Był synem Jana Stadnickiego i Katarzyny z domu Pepłowskiej. Miał rodzeństwo: 
- Zofię, żonę Michała Bożeniec-Jełowickiego, łowczego łuckiego, skarbnika wołyńskiego, starosty bracławskiego
- Małgorzatę
- Teresę
- Fryderyka Stanisława
- Adama
- Aleksandra, kanonika kijowskiego, kawalera Orderu św. Stanisława
- Stanisława, kasztelana kamienieckiego, chorążego latyczowskiego, podczaszego podolskiego, stolnika podolskiego
- Mikołaja Macieja, chorążego podolskiego, kasztelana kamienieckiego, kawalera Orderu św. Stanisława.

Ożenił się z Jadwigą z domu Kumanowską, z którą miał siedmioro dzieci:
- Eleonorę, żonę Franciszka Markowskiego
- Salomeę
- Piotra, kawalera Orderu św. Stanisława
- Rozalię, późniejszą 1° voto Szumlańską, 2° voto Chrzanowską
- Balbinę, żonę Jana Lipskiego, starosty jabłonowskiego
- Jana Tomasza, podkomorzego podolskiego, kawalera Orderu św. Stanisława, podkomorzego nadwornego podolskiego, wojskiego latyczowskiego
- Ignacego, kawalera Orderu św. Stanisława, stolnika podolskiego, wojskiego latyczowskiego.

Franciszek Stadnicki był związany z wojskiem. Już przed sierpniem 1747 roku był porucznikiem chorągwi pancernych. 
Był posłem na sejm w 1746 roku z powiatu czerwonogrodzkiego. W ciągu kolejnych kilkunastu lat działał w samorządzie szlacheckim województwa podolskiego. W 1750 roku został podstolim latyczowskim. W 1754 roku otrzymał nominację na podczaszego kamienieckiego i chorążego czerwonogrodzkiego. W 1757 roku został mianowany pułkownikiem pancernym w pułku buławy wielkiej koronnej.
W 1758 i 1761 roku był posłem na sejm z województwa podolskiego. 29 kwietnia 1761 roku zerwał sejm nadzwyczajny. W okresie bezkrólewia w 1764 roku był sędzią kapturowym w powiecie czerwonogrodzkim. Uczestniczył w sejmie koronacyjnym w 1764 roku. W 1765 roku otrzymał nominację na chorążego kamienickiego. W 1775 roku był ponownie posłem na sejm.
Po śmierci został pochowany w kościele karmelitów w Kupinie.